# Мазепа (Південна Дакота)
Мазепа (англ. Mazeppa) — селище, розташоване в окрузі Грант, штат Південна Дакота, США.
Населення становить 79 осіб за переписом 2000 року. 35 жителів селища німецького походження, а 17 норвезького, решта — ірландського та англійського.

## Історія
.

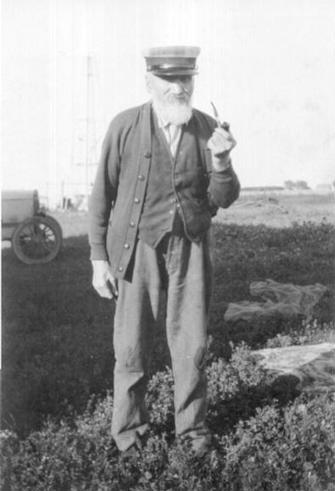
Імовірний засновник селища Мазепа — Карл Корс

Ймовірно, Мазепа засноване Карлом і Ернестіною Корс в 1885 році.
Названо на честь гетьмана України Івана Мазепи під впливом популярної тоді поеми Байрона — «Mazeppa».

## Географія
Поселення має загальну площу 135,063 км². Державна автомобільна дорога Південної Дакоти № 81 є основним автомобільним маршрутом для його жителів.

## Населення
Станом на 2000 рік налічувалося 79 осіб, складається з жителів, зайнятих в сільськогосподарському виробництві.
Щільність населення — 0,59 осіб на квадратний кілометр. Чоловіків — 53,16%, жінок — 46,84%. Расовий склад міста — білі.
Віковий склад населення :0-9 років — 20,25%, 10-19 — 2,53%, 20-29 років — 16,46%, 30-39 років — 16,46%, 40-49 років — 11, 39%, 50-59 років — 6,33%, 60-69 років — 12,66%, роки 70-79 — 10,13%.

## Освіта
16% жителів Мазепи у віці 25 років і старше мають ступінь бакалавра або закінчили коледж.